# Xana Martínez Cullell
Xana Martínez Cullell (Gijón, Asturias, 27 de noviembre de 2009-Barcelona, Cataluña, 29 de agosto de 2019) fue una niña española conocida por ser la hija menor del exfutbolista y entrenador Luis Enrique Martínez García y de Elena Cullell. Su fallecimiento a los nueve años a causa de un osteosarcoma, un tipo poco común de cáncer óseo, generó una amplia repercusión pública en el mundo del fútbol. Como respuesta a su pérdida, su familia fundó en 2023 la Fundación Xana, una organización sin ánimo de lucro orientada al apoyo de niños con enfermedades oncológicas y otras patologías graves, así como a sus familias.

## Biografía

### Primeros años y familia
Xana Martínez Cullell nació en 27 de noviembre de 2009 en Gijón, Asturias, España. Fue la hija menor del matrimonio formado por Luis Enrique Martínez García, exfutbolista y entrenador, y Elena Cullell, con quien se casó en 1997. Tenía dos hermanos mayores: Pacho, el primero en nacer, y Sira Martínez. La familia estaba muy unida, y Xana era considerada la niña mimada y el corazón del hogar. Su padre, una figura prominente en el fútbol, jugó y entrenó al Fútbol Club Barcelona, lo que permitió que Xana estuviera presente en algunas celebraciones del club, como la victoria en la Liga de Campeones de la UEFA 2014-15, donde fue vista ondeando la bandera catalana. 

### Enfermedad y fallecimiento
En el primer trimestre de 2019, Xana fue diagnosticada con osteosarcoma, un tipo poco común de cáncer óseo. Su padre, entonces entrenador de la selección española, dejó temporalmente su cargo por «motivos personales», y en junio de ese año anunció oficialmente su salida como seleccionador, aunque sin explicar públicamente el verdadero motivo. Xana recibió tratamiento en los hospitales San Juan de Dios y San Pablo, en Barcelona, pero tras cinco meses de lucha falleció el 29 de agosto de 2019, a los 9 años. Luis Enrique anunció su muerte mediante un comunicado, en el que expresó:  

Nuestra hija ha fallecido esta tarde a la edad de nueve años, después de luchar durante cinco intensos meses contra un osteosarcoma. Te echaremos mucho de menos pero te recordaremos cada día de nuestras vidas. Serás la estrella que guíe a nuestra familia. Descansa, Xanita

La noticia generó numerosas muestras de apoyo y condolencias, tanto en España como a nivel internacional. Entre quienes expresaron su pesar se encontraban celebridades como Lionel Messi, Gerard Piqué, Andrés Iniesta, David Villa, Sergi Roberto, Claudio Caniggia, Javier Mascherano, Sergio Ramos, Dani Ceballos, Pedro Sánchez, Rafa Nadal, Sergi Roberto, Josep Pedrerol, Luis Suárez Díaz, Diego Gago, así como organizaciones como la Selección Española Masculina de Fútbol, el Real Madrid Club de Fútbol, la Associazione Sportiva Roma, el Real Club Deportivo Espanyol, la Copa Mundial de la FIFA, el Fútbol Club Barcelona y LaLiga, entre otras.
Luis Enrique ha compartido una profunda lección de vida al hablar sobre la pérdida de su hija Xana en No tenéis ni **** idea, la serie documental producida por Movistar Plus+. Representó un golpe devastador para toda la familia. Según relató el exfutbolista y entrenador, el impacto fue tan grande que su madre no podía tener fotos de la niña en casa. Sin embargo, con el tiempo y gracias a una nueva perspectiva sobre el duelo, la presencia de Xana volvió a ocupar todos los rincones del hogar familiar. «Tienes que poner a Xana. Xana está viva. En el plano físico no está, pero en el plano espiritual sí, porque cada día hablamos de ella, nos reímos y la recordamos», expresó.
Luis Enrique sostiene con convicción que su hija «todavía nos ve», y esa creencia lo impulsa a vivir con intensidad y plenitud. Su esposa, Elena Cullell, y sus otros dos hijos, Sira y Pacho, comparten esa misma visión, cimentada en el amor, el recuerdo y la aceptación. A lo largo del documental se muestran escenas íntimas y emotivas de Xana: tocando el piano, jugando en el jardín o disfrutando de unas vacaciones en la playa, siempre con una sonrisa que permanece imborrable en la memoria familiar.
En uno de los momentos más conmovedores del relato, Luis Enrique recordó los últimos días de su hija:

Cuando ya estaba muy fastidiada, aceptaba que su madre llorara, porque nos decía cosas duras, muy duras, y Elena se descomponía. Yo me ponía a llorar, pero ella no entendía que yo llorara y me pedía que no lo hiciera, fue muy duro y, a la vez, muy emotivo y muy cercano, murió en nuestra casa, rodeada de su familia, de sus primas, de sus padres, de sus abuelos.

Luis Enrique la recuerda como una niña llena de energía y carisma: «Era una verdulera, graciosa, simpática, muy abierta, muy espontánea, una payasa, muy competitiva, muy valiente... ¡Un volcán! Y guapa». Con humor añadió: «Era como su padre». Y luego, corrigiéndose: «No, como su padre no, se parecía más a su madre».

## Fundación Xana
En noviembre de 2023, Luis Enrique y su esposa Elena Cullell crearon la Fundación Xana, una organización sin ánimo de lucro de carácter familiar y benéfico, dedicada a apoyar a niños y jóvenes con enfermedades oncológicas y otras patologías graves, así como a sus familias. La fundación ofrece acompañamiento psicológico, asistencia médica, financiamiento para investigación y campañas de concienciación sobre el cáncer infantil. Luis Enrique explicó que la fundación nace para ayudar a familias que no tienen recursos para acompañar a sus hijos en estas situaciones, transformando el dolor en un proyecto solidario.

## Homenaje en la final de la Liga de Campeones de la UEFA 2024-25
Recuerdo una foto que tengo increíble con ella [su hija Xana] en la final de Berlín, después de ganar la Champions, clavando una bandera del Fútbol Club Barcelona en el campo. Tengo el deseo de poder hacer lo mismo con el Paris Saint-Germain. No estará mi hija físicamente, pero estará espiritualmente y eso para mí es muy importante.

En la temporada 2024-25, Luis Enrique condujo al París Saint-Germain a la conquista de su primera Liga de Campeones de la UEFA, completando además el triplete junto con la Ligue 1 y la Copa de Francia. En la final, disputada contra el Inter de Milán, el equipo parisino se impuso con un marcador de 5-0. Tras la victoria, el entrenador apareció luciendo una camiseta negra con el logotipo de la Fundación Xana y una pancarta inspirada en una imagen de 2015, adaptada con los colores y la bandera del PSG por parte de la afición.